# Cylloceriinae
Die Cylloceriinae sind eine kleine Unterfamilie der Schlupfwespen. Es sind ca. 40 Arten in vier Gattungen beschrieben. Sieben Arten kommen in Deutschland vor. Cylloceriinae sind in der Holarktis, Orientalis und Neotropis verbreitet.

## Morphologie
Die Schlupfwespen der Cylloceriinae sind mittelgroß bis groß (ca. 6 mm bis 15 mm lang). Sie sind meistens dunkel gefärbt und die Beine sind mehr oder weniger hell. Sie haben einen flachen Clypeus, ein relativ langes Propodeum mit medianen längsgerichteten Carinae (Kiele), aber ohne quer gerichtete Carinae. Das erste Tergit am Metasoma ist rau granuliert. Die Weibchen der Gattungen Allomacrus und Cylloceria haben lange Legebohrer, bei Hyperacmus ist der Legebohrer kurz. Die Wespen der letzten Gattung sind sehr kompakte Insekten (ähnlich wie Metopiinae). Die Männchen von Cylloceria und Hyperacmus haben an einem oder an zwei Segmenten der Antennen halbkreisförmige Einbuchtungen mit Tyloidae (Sinnesfelder).

## Lebensweise
Über die Lebensweise ist nur wenig bekannt. In den Hohen Tauern wurde Allomacrus vor allem an vegetationsarmen Standorten gefunden, wo sich die Wespen überwiegend auf Steinen und auf vegetationsfreiem Erdboden aufhielten.
Die Wirte der einheimischen Arten sind noch nicht bekannt. Von zwei Arten Cylloceria aus China und Nordamerika ist bekannt, dass sie in Larven von Schnaken parasitieren (vermutlich endoparasitisch). Die meisten Arten scheinen nur eine Generation im Jahr zu haben.

## Systematik
Der Umfang dieser Unterfamilie ist noch nicht klar, er wird von verschiedenen Autoren unterschiedlich gesehen. Ursprünglich wurden nur Allomacrus und Cylloceria zu dieser Unterfamilie gezählt, die teils zu den Microleptinae teils zu den Orthocentrinae gerechnet wurden. Sie werden jetzt zu den Pimpliformes gestellt.
Nach Broad et al. gehören in diese Unterfamilie die folgenden Gattungen:
- Allomacrus (mit 5 Arten, Palaearktis, Nearktis)
- Cylloceria (mit 30 Arten, Palaearktis, Neotropis, Nearktis, Orientalis[8])
- Hyperacmus (mit 5 Arten, Palaearktis, Nearktis, Orientalis)
- Rossemia (mit 1 Art, Palaearktis)

Die Gattung Hypercampus wurde erst 2009 in die Cylloceriinae gerstellt. Möglicherweise sind auch die Gattungen Apoclima und Entypoma mit den Cylloceriinae näher verwandt.

### Arten in Deutschland
Nach wurden folgende Arten in Deutschland nachgewiesen:
- Allomacrus arcticus
- Allomacrus longecaudatus
- Cylloceria melancholica
- Cylloceria occupator
- Cylloceria sylvestris
- Hyperacmus crassicornis
- Rossemia longithorax